# Cocostangara
Cocostangara (Pinaroloxias inornata) är en fågel i familjen tangaror inom ordningen tättingar.

## Utseende och läte
Cocostangaran är en 12 cm lång knubbig men smalnäbbad finkliknande tangara med mörk fjäderdräkt. Hanen är helsvart. Honan är brunsvart ovan med otydlig olivbrun streckning och beigeaktiga vingband. Undersidan är svartstreckat beige, ljusare på buke. Ibland syns även omfattande beige på panna, tygel och ögonbrynsstreck. Sången är utdragen och sträv, på slutet stigande och ofta inledd med en genomträngande metallisk ton. Bland lätena hörs grova "djrr" och visslande "tyew".

## Utbredning och systematik
Cocostangaran förekommer endast i skogar på Cocos Island utanför västra Costa Rica. Den placeras som enda art i släktet Pinaroloxias. 

### Familjetillhörighet
Liksom andra finkliknande tangaror placerades denna art tidigare i familjen Emberizidae. Genetiska studier visar dock att den är en del av tangarorna.

## Status
Cocostangaran har en stabil population bestående av uppskattningsvis 6 000–15 000 vuxna individer. Trots det begränsade utbredningsområdet kategoriserar IUCN beståndet som livskraftigt.